# Corps d'armée
Pour les articles homonymes, voir Corps (militaire).

.

Un corps d'armée ou corps est une unité militaire constituée de plusieurs divisions, en général[réf. nécessaire] 3 à 4. S'y ajoutent[pas clair] plusieurs unités spécialisées (souvent des régiments du génie, d'artillerie, blindés ou mécanisés) affectées à des missions spéciales ou renforçant temporairement une division. Le corps d'armée dispose souvent d'une réserve de quelques régiments à l'entraînement remplaçant ensuite les unités consommées. Un corps est commandé par un général de corps d'armée ou parfois par un général de division.

## Histoire
Le corps est une création de Napoléon Bonaparte, qui l'utilise pour la première fois lors de la campagne d'Allemagne en 1805 au sein de la Grande Armée. Il regroupe les divisions de celle-ci en de grandes unités interarmes (cavalerie, artillerie et infanterie) commandées par ses maréchaux, ces groupements sont suffisamment petits pour vivre sur le pays s'ils empruntent des itinéraires différents, s'affranchissant donc de la nécessité d'une logistique et leur permettant une grande mobilité. Mais, séparés de moins d'une journée de marche, ils peuvent se concentrer sur un point décisif très rapidement, lors d'une bataille majeure. Ce concept de décentralisation des forces, puis de concentration, est validé par les victoires d'Ulm et d'Austerlitz en 1805, puis d'Iéna et d'Auerstaedt.
Par suite de l'augmentation des effectifs au XIXe siècle, le corps d'armée devient une subdivision de l'armée et se spécialise, perdant souvent son caractère inter-armes.

## France
En 1873, sous la Troisième République, plusieurs départements constituent une région militaire, ou « région de corps d'armée », qui doivent mettre sur pied un corps d'armée.
Le même général commande à la fois la région et le corps d’armée, sauf durant la Grande Guerre où les deux fonctions sont séparées.
La loi du 24 juillet 1873 relative à l'organisation générale de l'armée, appliquée en vertu du décret du 6 août 1874, crée 18 régions militaires métropolitaines : 1er (Lille) ; 2e (Amiens) ; 3e (Rouen) ; 4e (Le Mans) ; 5e (Orléans) ; 6e (Châlons-sur-Marne puis Metz à partir de 1919) ; 7e (Besançon) ; 8e (Bourges) ; 9e (Tours) ; 10e (Rennes) ; 11e (Nantes) ; 12e (Limoges) ; 13e (Clermont-Ferrand) ; 14e (Lyon) ; 15e (Marseille) ; 16e (Montpellier) ; 17e (Toulouse) ; 18e (Bordeaux). Le décret du 28 septembre 1873 porte création d'un 19e corps d'armée en Algérie. La loi du 5 décembre 1897 porte création d'une nouvelle région de corps d'armée, la 20e (Nancy), appliquée par le décret du 8 février 1898. La loi du 22 décembre 1913 porte création d'une nouvelle région de corps d'armée, la 21e (Épinal).
Avec la reconquête de l'Alsace-Lorraine, l'espace militaire métropolitain est réorganisé par le décret du 20 octobre 1919 : celle-ci est rattachée aux 6e, 7e, 20e et 21e régions militaires. La région militaire de Paris (RMP) est créée vers 1923. En 1934, les 10e et 12e régions militaires sont dissoutes, et ne réapparaissent qu'en mai 1939, à d'autres endroits : 10e (Strasbourg) et 12e (Reims) régions militaires.
Les numéros des corps d'armée correspondent ainsi à leurs numéros de région militaire et comprennent au moins deux divisions d'infanterie.

### Composition en 1914-1918
La composition, théorique, d'un corps d'armée en 1914-1918 était de, :
- 2 divisions d'infanterie d'environ 20 000 hommes chacune
- chaque division comprenait 2 brigades d'infanterie (soit 4 brigades)
- chaque brigade comprenait 2 régiments d'infanterie (soit 8 régiments)

Étaient rattachés à chaque division d'infanterie
- 1 régiment d'artillerie de campagne (soit 2 régiments)
- 2 compagnies de génie sapeurs-mineurs (soit 4 compagnies)
- 1 compagnie de génie équipage de pont[4] (soit 2 compagnies)
- 1 compagnie de parc (soit 2 compagnies)
- 1 régiment de cavalerie légère (soit 2 régiments)
- 1 détachement télégraphique (soit 2 détachements)

## Exemples de corps d'armée
- 1er corps canadien
- Force d'action rapide
- Northern Army Group
- 5e corps d'armée américain
- 18e corps aéroporté américain
- Joint Forces Command-North
- Corps européen (Eurocorps)
- Corps de réaction rapide-France